# Coendou rufescens
Coendou rufescens és una espècie de mamífer rosegador de la família dels porcs espins del Nou Món. Viu a Colòmbia i l'Equador a altituds d'entre 800 i 2.000 msnm. Es tracta d'un animal nocturn, arborícola i solitari. El seu hàbitat natural són els boscos montans i secundaris. Es creu que no hi ha cap amenaça significativa per a la supervivència d'aquesta espècie, tot i que a Colòmbia hi ha gent que la mata per protegir els gossos.